# Хомець (Домжале)
Хомець (словен. Homec) — поселення в общині Домжале, Осреднєсловенський регіон, Словенія. 
Висота над рівнем моря: 332,5 м.